# Jean-Marie Le Vert

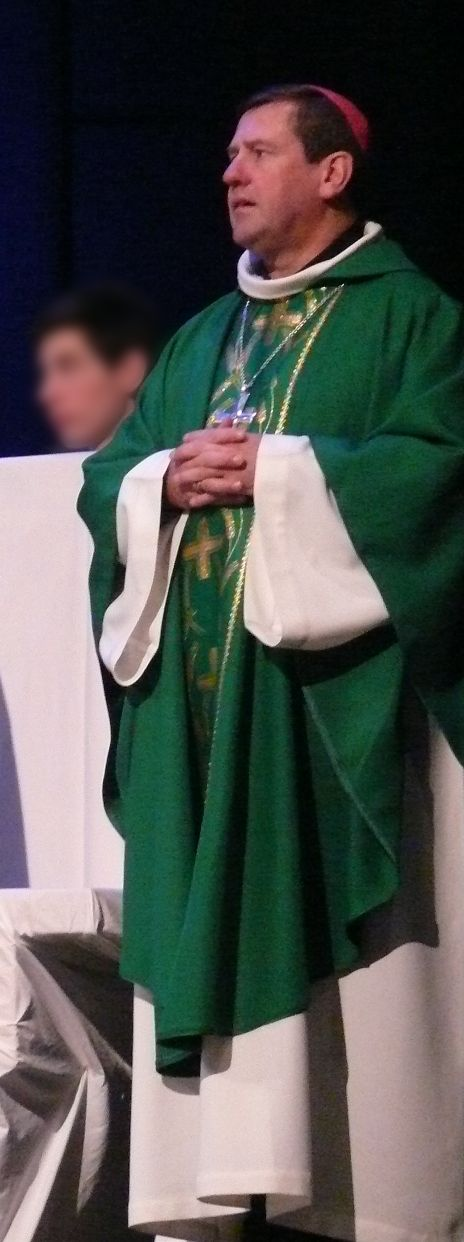
Bischof Le Vert (2012)

Bischofswappen als Bischof von Quimper

Jean-Marie Charles André Le Vert (* 9. April 1959 in Papeete) ist ein französischer römisch-katholischer Geistlicher und Weihbischof in Bordeaux.

## Leben
Jean-Marie Le Vert schlug zunächst die Laufbahn eines Offiziers der französischen Marine ein, bevor er Theologie studierte. Am 10. Oktober 1987 empfing er die Priesterweihe. Er wurde 1995 in den Klerus des Erzbistums Tours inkardiniert.
Papst Benedikt XVI. ernannte ihn am 21. November 2005 zum Titularbischof von Simidicca und Weihbischof in Meaux. Der Erzbischof von Tours, Jean Marcel Kardinal Honoré, spendete ihm am 8. Januar des nächsten Jahres die Bischofsweihe; Mitkonsekratoren waren Albert-Marie de Monléon OP, Bischof von Meaux, und André Armand Vingt-Trois, Erzbischof von Paris. Als Wahlspruch wählte er Sous son regard, dans l’amour.
Am 7. Dezember 2007 wurde er zum Bischof von Quimper ernannt. Papst Franziskus nahm am 22. Januar 2015 seinen Rücktritt an. Der Grund seines Rücktritts waren unüberwindliche Spannungen zwischen Bischof Le Vert und einem Großteil des diözesanen Klerus.
Papst Franziskus ernannte ihn am 9. März 2018 zum Titularbischof von Briançonnet und zum Weihbischof in Bordeaux.